# 6193 Manabe
6193 Manabe este un asteroid din centura principală de asteroizi.

## Descriere
6193 Manabe este un asteroid din centura principală de asteroizi. A fost descoperit pe 18 august 1990 la Kitami de Kin Endate și Kazuro Watanabe. El prezintă o orbită caracterizată de o semiaxă mare de 2,40 ua, o excentricitate de 0,22 și o înclinație de 8,6° în raport cu ecliptica.